# ال رنو (اکلاهما)
ال رنو(به انگلیسی: El Reno) شهری در ایالت اکلاهما کشور ایالات متحده آمریکا است که جمعیت آن در سرشماری سال ۲۰۱۰ میلادی، ۱۶٬۷۴۹ نفر بوده‌است.